# Миноносец №271
№ 271 — один из 25 миноносцев типа «Пернов», построенных для Российского Императорского флота.

## История корабля
20 апреля 1895 года зачислен в списки судов Черноморского флота, в марте 1894 года заложен на эллинге Николаевского Адмиралтейства, спущен на воду 6 августа 1895 года, вступил в строй в 1897 году.
Прошел капитальный ремонт корпуса и механизмов в 1909 с заменой котлов, 21 июля 1915 года переоборудован и переклассифицирован в тральщик, а 12 октября 1916 года — в посыльное судно. Во время Первой мировой войны использовался для обеспечения действий сил флота, боевого траления, посыльной и брандвахтенной служб. 29 декабря 1917 года вошел в состав Красного Черноморского флота. 1 мая 1918 года был захвачен германскими войсками, а 24 ноября 1918 года — англо-французскими интервентами, которые, уходя из Севастополя, подорвали машины корабля. После захвата Севастополя частями РККА в строй не вводился. 21 ноября 1925 года исключен из списков судов РККФ и сдан на слом.